# Pinus elliottii
Pinus elliottii är en tallväxtart som beskrevs av Georg George Engelmann. Pinus elliottii ingår i släktet tallar, och familjen tallväxter. IUCN kategoriserar arten globalt som livskraftig.

## Underarter
Arten delas in i följande underarter:
- P. e. densa
- P. e. elliottii

## Bildgalleri

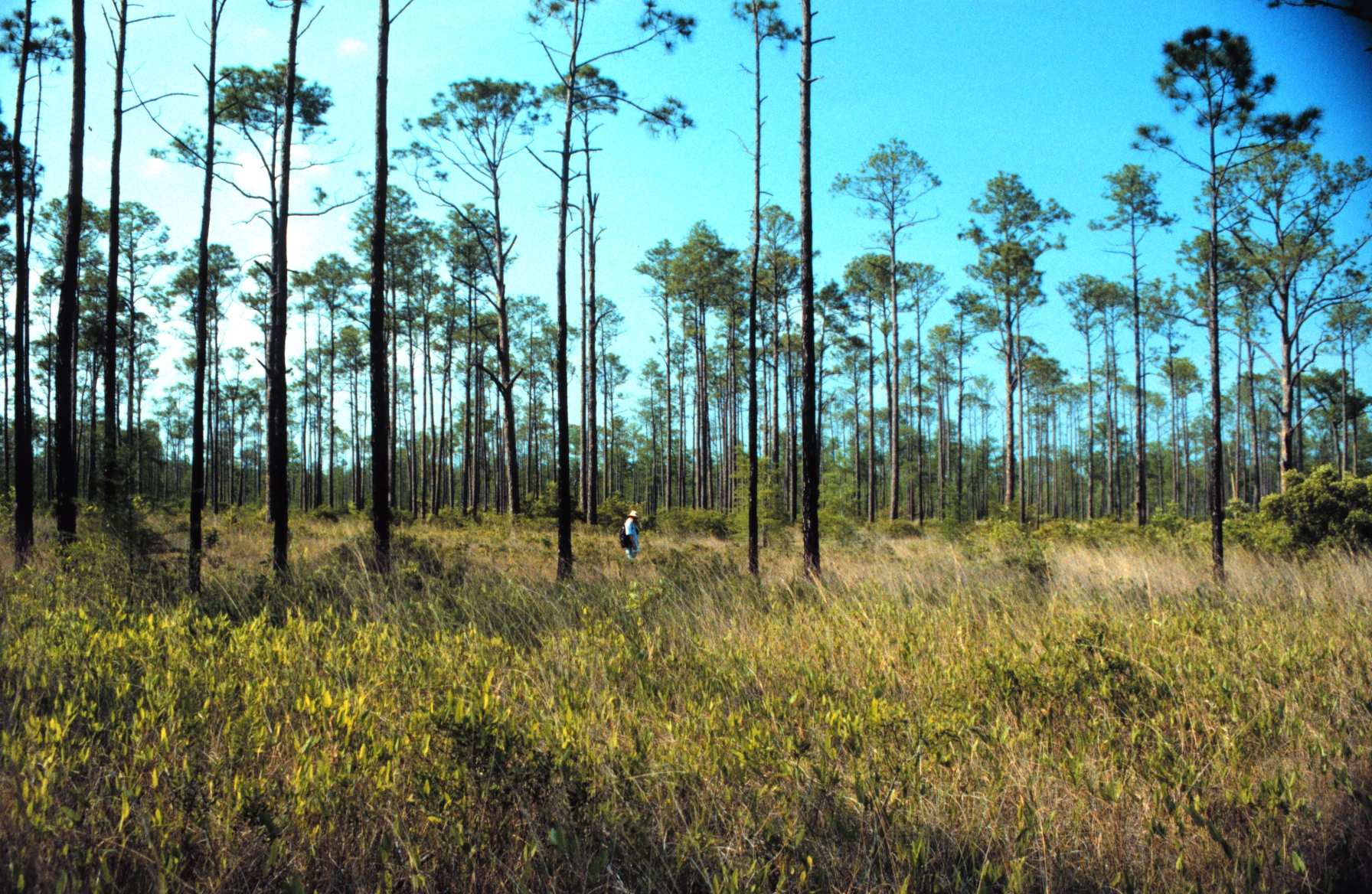
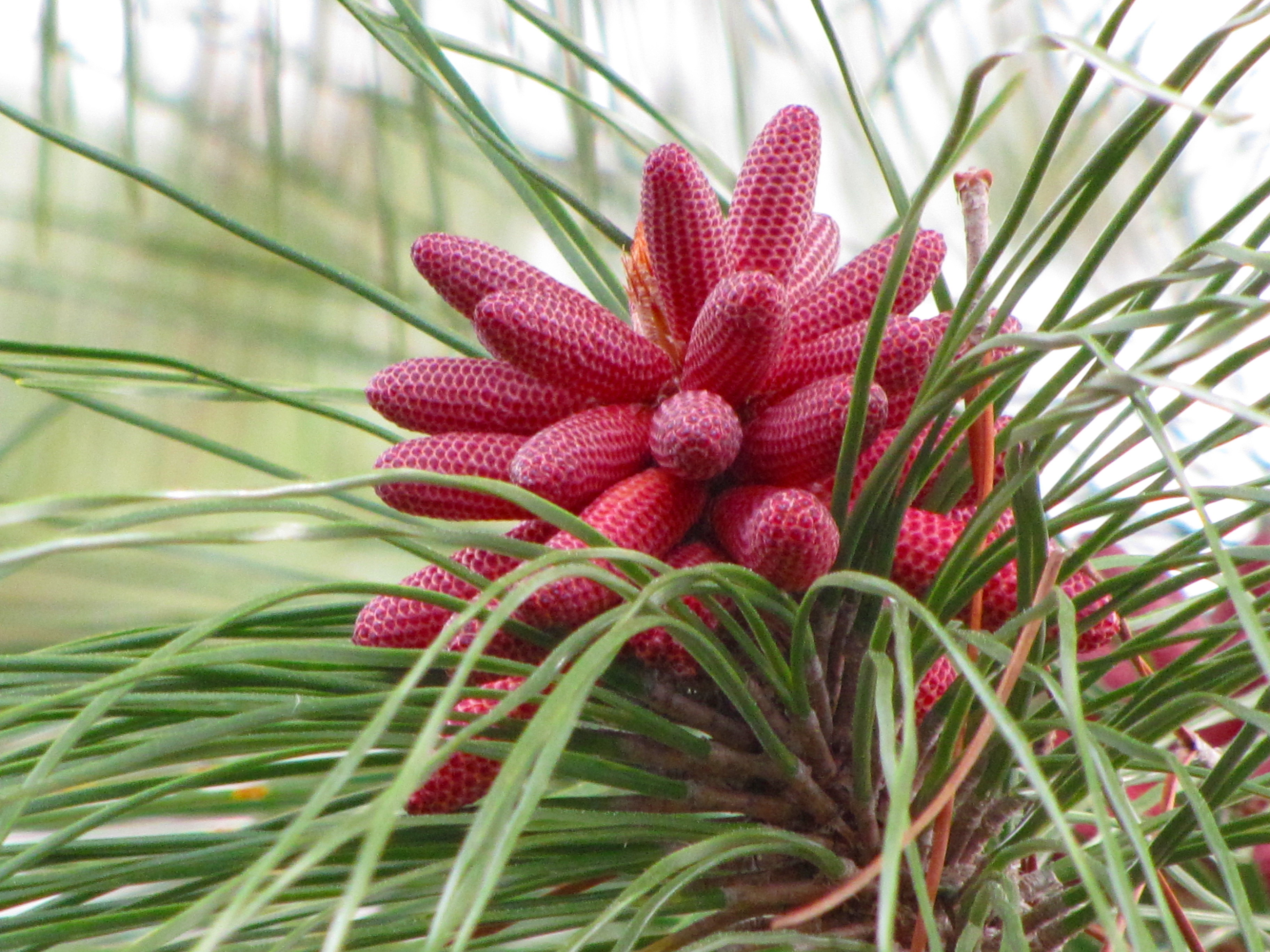
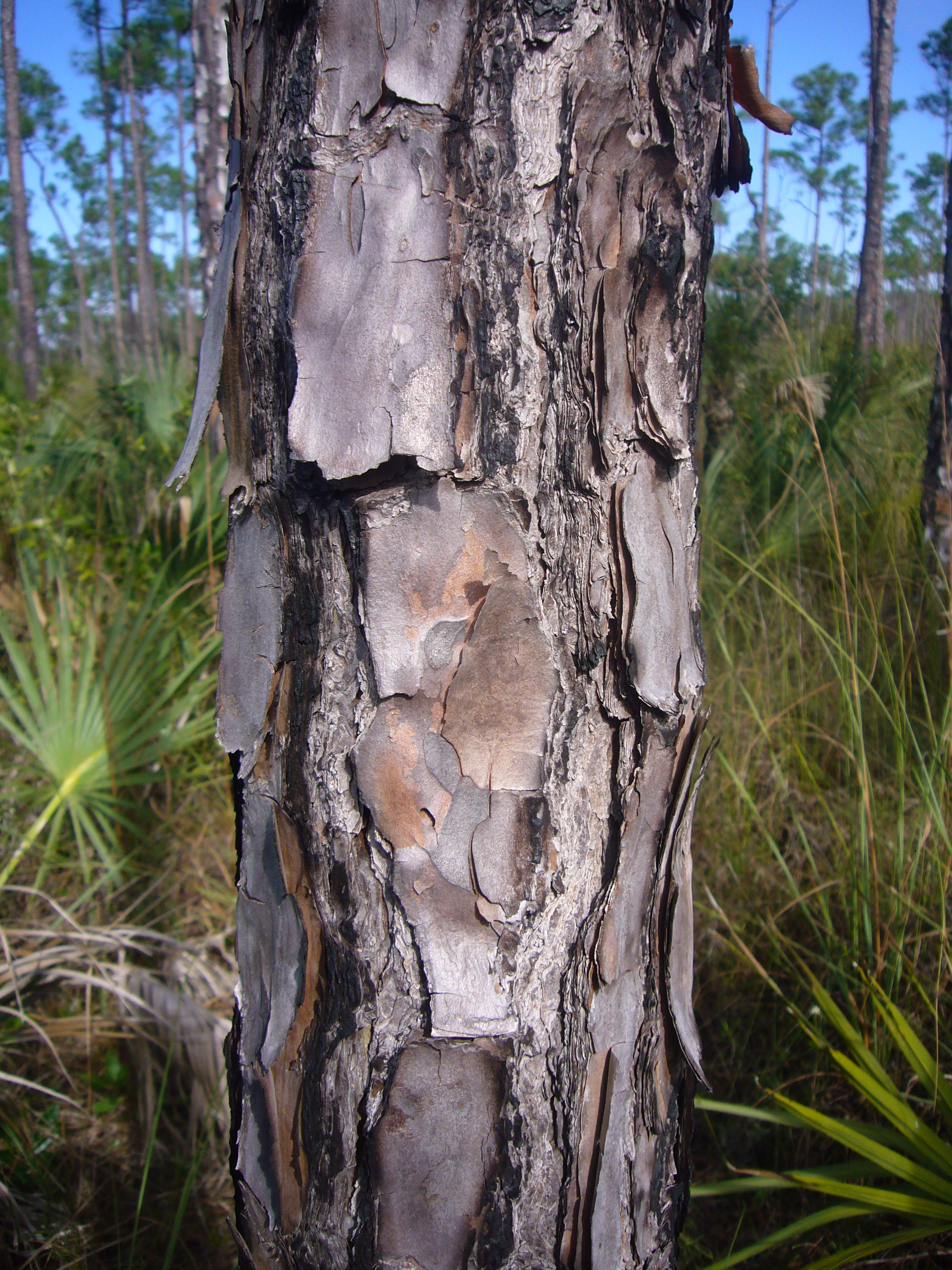
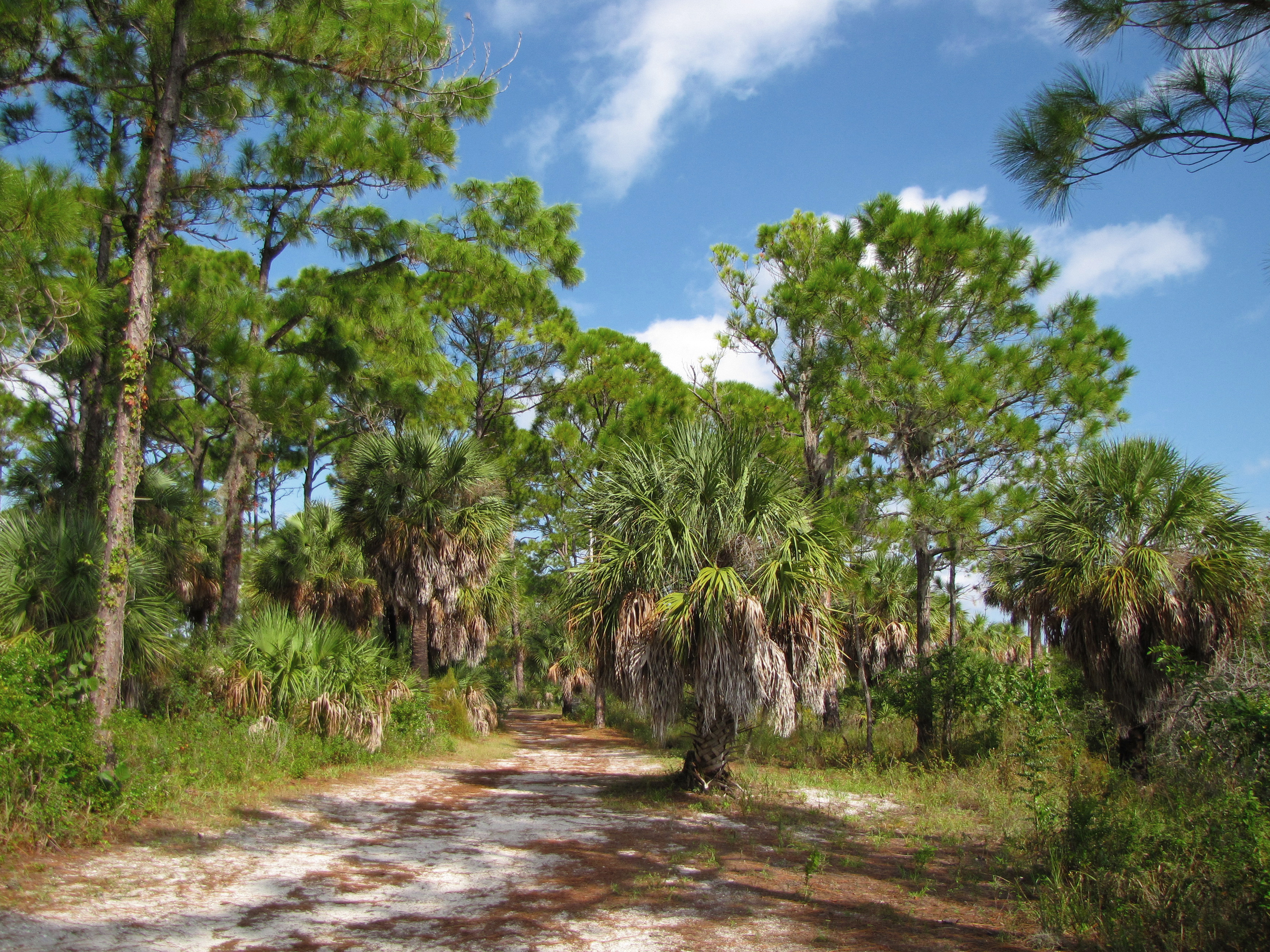
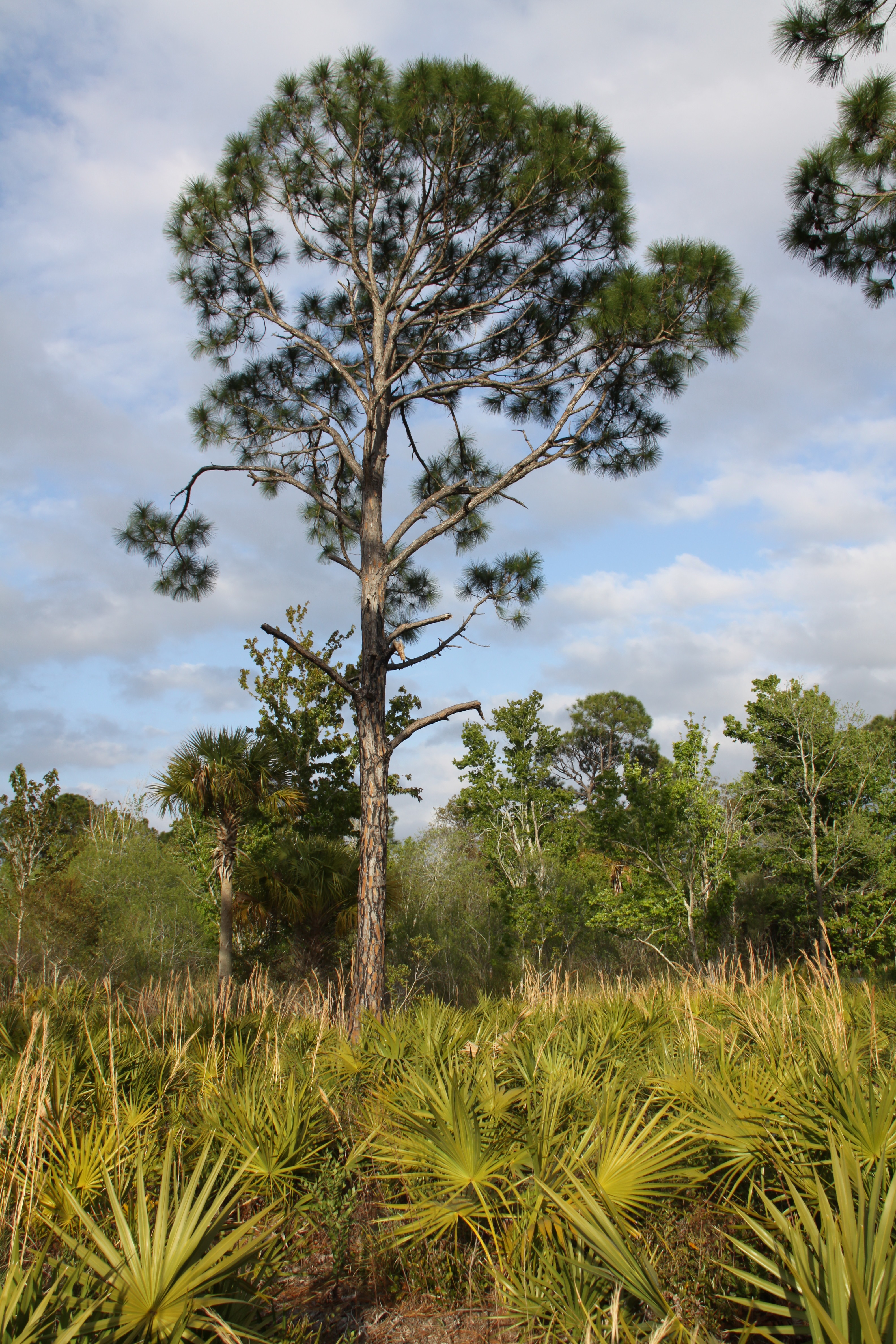
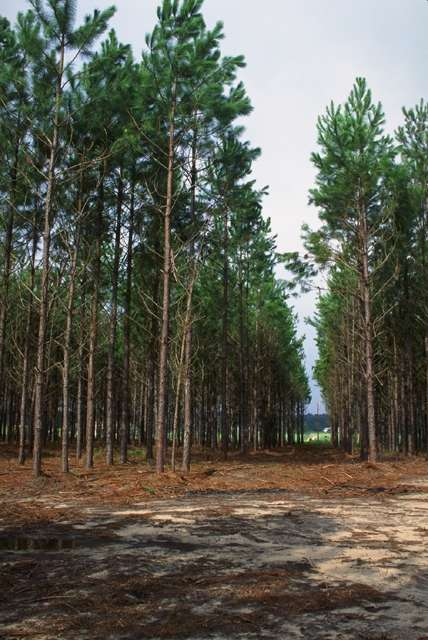